# Karl Brünner

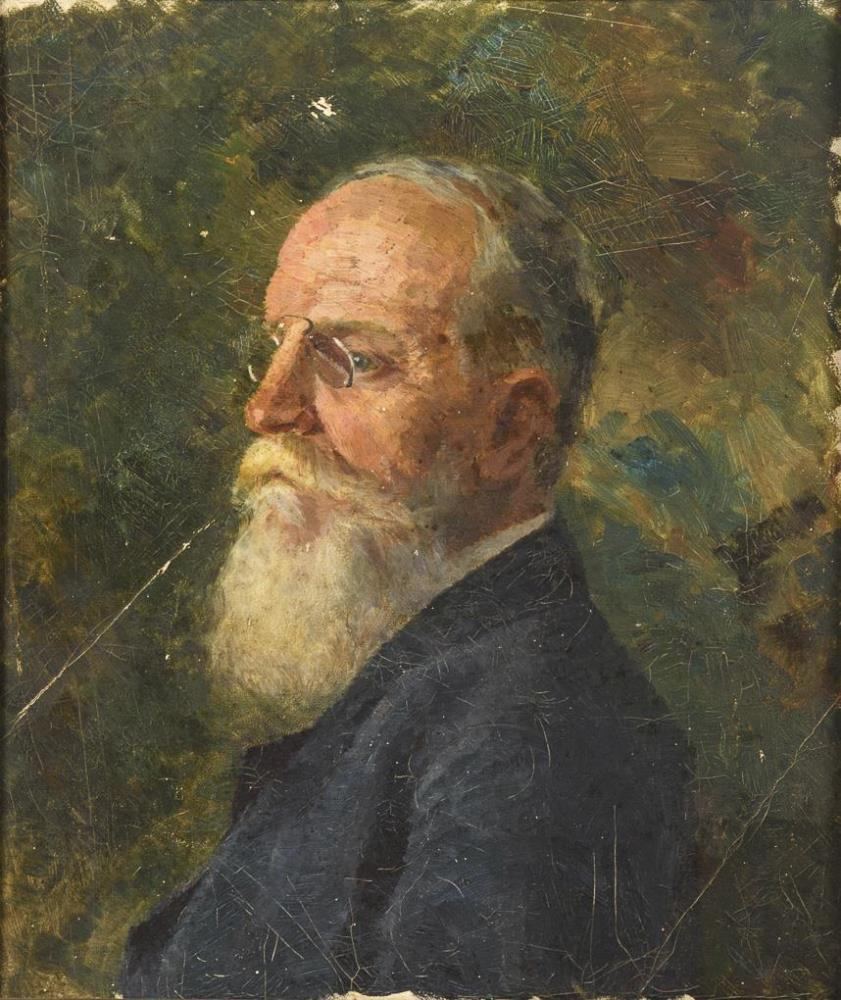
Selbstbildnis, um 1910

Karl Brünner, auch Carl Brünner (* 4. Dezember 1847 in Karlsruhe; † 15. Januar 1918 in Kassel-Wilhelmshöhe), war ein deutscher Historien- und Porträtmaler, Illustrator sowie Kunstgewerbelehrer.

## Leben

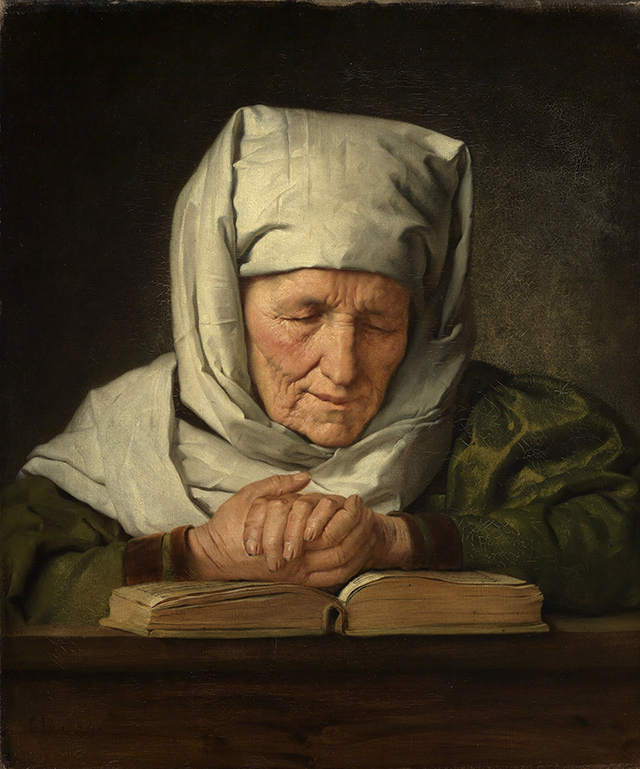
Betende alte Frau, 1886, Staatliche Kunsthalle Karlsruhe

Nach einer Lehre als Lithograf studierte Brünner in den Jahren 1865 bis 1870 an der Großherzoglich Badischen Kunstschule Karlsruhe Malerei. Freundschaften knüpfte er dort zu den Malern Hans Thoma und Ferdinand Keller. In den Jahren 1870/1871 nahm er als Krankenpfleger und Zeichner am Deutsch-Französischen Krieg teil. Danach unternahm er Reisen in die Niederlande, nach Belgien und Norddeutschland. Nachdem er 1871/72 durch Vermittlung von Leopold von Edelsheim-Gyulai als Gehilfe im Wiener Atelier von Hans Makart tätig gewesen war, kehrte er 1873 nach Karlsruhe zurück, um im Atelier seines Freundes Keller mitzuarbeiten. 1874 übersiedelte er nach Basel. Als Auftragsarbeit führte er dort bis 1878 das Monumentalbild Wein, Weib und Gesang im Restaurant des Basler Kunstvereins aus. In dieser Zeit entstanden mehrere Bildnisse, etwa ein Porträt des Basler Kunstmäzens Johann Jakob Im Hof, und Historiengemälde, etwa Der Raub des Hylas (1876) und Die Überführung der Gefangenen-Besatzung von Blochmont nach Basel (1879). Danach unternahm er Reisen nach Paris, Italien, Sizilien und Afrika. 1882 heiratete er die Schweizerin Hedwig Sickler (1867–1948). Aus seiner Ehe gingen die Maler Dora Willgerodt-Brünner und Hans Brünner (1883–1941) sowie eine Tochter Hedwig hervor, die Mutter des späteren Bildhauers Mathias Goeritz. 1883 kehrte er nach Karlsruhe zurück. Der Großherzog Friedrich I. von Baden erteilte ihm Aufträge zu monumentalen Wandmalereien, Fassadenbilder und Kopien nach Joshua Reynolds. Auch kopierte er nach Rembrandt van Rijn. 1888 wurde er als Lehrer an die Kunstgewerbeschule Kassel berufen. 1918 beendete er seine Lehrtätigkeit.